# Jan Fischer (Ringer)
Jan Fischer (* 29. April 1986 in Saarbrücken) ist ein deutscher Ringer. Er ist mehrfacher Medaillengewinner bei Europameisterschaften und mehrfacher deutscher Meister im griechisch-römischen Stil im Mittelgewicht.

## Werdegang
Jan Fischer begann als Jugendlicher im Jahre 1994 mit dem Ringen. Er war bis 2017 Mitglied des KSV Köllerbach und wurde dort von Oleg Kutscherenko, Thomas Geid, Frank Hartmann und in der Nationalmannschaft von Maik Bullmann trainiert. Er erlernte den Beruf eines Zerspanungsmechanikers und ist jetzt, nach dem Besuch einer Fachoberschule, Student. Einige Zeit gehörte er auch der Sportfördergruppe der Bundeswehr in Bruchsal an. Als Ringer bevorzugt er den griechisch-römischen Stil. Als Erwachsener ringt er bei einer Größe von 1,82 Metern im Mittelgewicht, der Gewichtsklasse bis 84 kg Körpergewicht.
Jan Fischer gewann im Jahre 2002 in der Jugend B seinen ersten deutschen Meistertitel in der Gewichtsklasse bis 63 kg KG. Im Nachwuchsbereich folgte dann im Jahre 2004 ein deutscher Meistertitel in der Jugend A in der Gewichtsklasse bis 76 kg KG. Im gleichen Jahr wurde er auch deutscher Juniorenmeister im Weltergewicht. Im Jahre 2006 belegte er bei der deutschen Meisterschaft der Senioren im Mittelgewicht hinter Björn Holk aus Witten und Bernhard Mayr aus Burghausen den 3. Platz. In den Jahren 2007 bis 2010 wurde er dann viermal in Folge deutscher Meister im Mittelgewicht.
2003 begann mit einem Start bei der Junioren-Europameisterschaft (Kadetten) in Rostow/Don in der Klasse bis 69 kg Körpergewicht seine internationale Karriere. Er belegte dort den 5. Platz. 2004 gewann er bei der Junioren-Europameisterschaft in Murska Sobota im Weltergewicht den 3. Platz. Dieselbe Medaille gewann er auch bei der Junioren-Europameisterschaft 2005 in Wrocław, allerdings im Mittelgewicht. Den größten internationalen Erfolg in seiner Juniorenzeit errang er dann im Jahre 2006, als er bei der Weltmeisterschaft in Guatemala-Stadt im Mittelgewicht den 2. Platz belegte. Auf dem Weg zu diesem Erfolg besiegte er u. a. Christo Marinow aus Bulgarien und Oleg Scholakow aus Russland. Den Finalkampf verlor er gegen Cenk İldem aus der Türkei.
Mit der Teilnahme an den Europameisterschaften 2007 in Sofia startete er erstmals bei einer internationalen Meisterschaft bei den Senioren.  Er bezwang dort im Mittelgewicht den Slowaken Attila Bátky mit 6:0, Alo Toom aus Estland, Andrea Minguzzi aus Italien und den Finnen Kim-Jussi Nurmela mit 2:0 Runden und 5:1 techn. Punkten. Im Endkampf verlor er jedoch gegen den mehrfachen Weltmeister Alexei Mischin mit 0:2 Runden und 0:6 techn. Punkten und wurde somit Vize-Europameister. Bei den Weltmeisterschaften des gleichen Jahres in Baku erreichte er Siege über Mats Rolfson, Norwegen, Adrian Mocanu, Moldawien und Bolat Abdullajew, Aserbaidschan und verlor gegen Brad Vering aus den Vereinigten Staaten und gegen Hassan Tahmasebi aus dem Iran. In einem zusätzlichen Kampf um den 8. Platz verlor Jan Fischer auch gegen Zoltán Fodor aus Ungarn und verpasste damit mit dem 9. Platz knapp die Qualifikation für die Olympischen Spiele in Peking, die er sich mit dem 8. Platz gesichert hätte.  Am Ende des Jahres 2007 wurde er vom Präsidium des DRB zum Ringer des Jahres gekürt.
Bei den Europameisterschaften 2008 in Tampere siegte er im Mittelgewicht über Tigran Sahakjan, Armenien, Robert Papp, Rumänien und Wassyl Rachyba, Ukraine. Anschließend unterlag er gegen Badri Chassaia und stand danach im Kampf um eine EM-Bronzemedaille Andrea Minguzzi gegenüber. Wobei dem Sieger dieses Kampfes auch die Olympiaqualifikation winkte. Fischer führte in diesem Kampf bis 3 Sekunden vor Kampfende, ließ sich aber von Minguzzi noch überraschen und verlor so diesen Kampf mit 1:2 Runden. Minguzzi wurde dann einige Monate später in Peking sogar Olympiasieger. Jan Fischer gelang es anschließend nicht mehr, sich in den Olympia-Qualifikations-Turnieren in Rom und in Novi Sad für die Olympischen Spiele zu qualifizieren. Ein 3. Platz bei der Militär-Weltmeisterschaft 2008 in Split im Mittelgewicht hinter Artur Michalkiewicz aus Polen und Andrei Baranowski aus Belarus war für ihn sicher nur ein schwacher Trost.
Im Jahre 2009 gelang Jan Fischer bei einem internationalen Turnier in Sassari die Revanche gegen Andrea Minguzzi, als er den frisch gekürten Olympiasieger im Finale nach Punkten besiegte. Nachdem er auf die Teilnahme an der Europameisterschaft 2009 verzichtet hatte, verlor er bei der Weltmeisterschaft dieses Jahres in Herning/Dänemark gegen Bolat Abdullajew, den er bei der Weltmeisterschaft 2007 noch besiegt hatte, schied aus und landete nur auf dem 28. Platz.
Im Jahre 2010 gelang es ihm dann bei der Europameisterschaft in Baku mit Siegen über Laimutis Adomaitis aus Litauen, Arsen Kachabrischwili aus Georgien und Lennie Persson aus Schweden, einer Niederlage im Halbfinale gegen seinen Angstgegner Alexei Mischin und einem Sieg über Anton Babko Maly aus der Ukraine erneut eine Medaille zu gewinnen, die bronzene. Bei der Weltmeisterschaft 2010 in Moskau siegte er zunächst über Christoffer Ljungbäck aus Schweden, verlor aber in seinem zweiten Kampf diesmal gegen Laimutis Adomaitis (1:2 Runden, 1:2 techn. Punkte) und erreichte deshalb nur den 16. Platz.
Wie stark Jan Fischer ringen kann, zeigte er übrigens in den Jahren 2008 bis 2010, als es ihm bei verschiedenen Anlässen gelang folgende Ringer, einige davon sogar mehrmals, zu besiegen: Andrea Minguzzi, Olympiasieger 2008, Mark Overgaard Madsen, Dänemark, Vize-Weltmeister 2009 (Weltergewicht), Artur Michalkiewicz, Polen, Europameister 2006, Zoltán Fodor, Ungarn, Silbermedaillengewinner 2008, Melonin Noumonvi, Frankreich, Vize-Weltmeister 2009 und Pablo Shorey Hernandez, Kuba, Vize-Weltmeister 2010.
Die Europameisterschaft 2011 in Dortmund, bei denen er von Bundestrainer Maik Bullmann den Vorzug vor Ramsin Azizsir erhielt, der ihn bei den deutschen Meisterschaften besiegt hatte, verlief für Jan Fischer enttäuschend. Er kam im Mittelgewicht zwar zu Siegen über Saman Tahmasebi, Aserbaidschan, immerhin zweimaliger Bronzemedaillengewinner bei Weltmeisterschaften, Theodoros Tounousidis, Griechenland und Ex-Weltmeister Alim Selimow, Belarus, aber im Halbfinale gegen den erst 20-jährigen russischen Neuling Alan Chugajew und danach im Kampf um die Bronzemedaille gegen Artur Schahinjan aus Armenien konnte er nicht überzeugen und verlor beide Kämpfe nach Punkten, womit er die Medaillen verfehlte und den 5. Platz belegte. Bei der Weltmeisterschaft 2011 traf Jan Fischer gleich in seinem ersten Kampf auf den Olympiasieger von 2008 Andrea Minguzzi, gegen den er hauchdünn nach Punkten verlor (1:2 Runden, 2:2 Punkte). Da Minguzzi aber nicht das Finale erreichte, schied er aus und kam nur auf den 24. Platz.
2013 belegte er bei der deutschen Meisterschaft im Mittelgewicht nur den 5. Platz und startete in diesem Jahr und auch im Jahre 2013 bei keinen internationalen Meisterschaften.
2014 war er bei der Europameisterschaft in Vantaa/Finnland am Start und kam dort im Mittelgewicht zu Siegen über Samba Diong, Frankreich und Maksim Manukjan, Armenien, verlor dann gegen Rami Hietaniemi aus Finnland und im Kampf um eine Bronzemedaille auch gegen den Polen Damian Janikowski. Er belegte damit aber einen guten 5. Platz.

## Internationale Erfolge
| Jahr | Platz | Wettbewerb                                             | Gewichtskl.  | Ergebnis |
| 2002 | 3.    | Großer Preis von Slowenien (Junioren) in Murska Sobota | bis 63 kg KG | mit Siegen über Bona, Ungarn u. Bosch, Österreich u. Niederlagen gegen Marcus Thätner, Deutschland u. Sarka, Jugoslawien |
| 2003 | 2.    | Intern. Juniorenturnier in Kustendil/Bulgarien         | bis 69 kg KG | mit Siegen über Mirokei, Albanien u. Petrow, Bulgarien u. einer Niederlage gegen Christow, Bulgarien |
| 2003 | 5.    | Junioren-EM (Cadets) in Rostow am Don                  | bis 69 kg KG | hinter Arsen Dschufalakjan, Armenien, Sergei Pokrischka, Ukraine, Turgay Chusseinow, Aserbaidschan und Ewgeni Popow, Russland |
| 2004 | 3.    | Junioren-EM in Murska Sobota                           | Welter       | mit Siegen über Apostoloy, Griechenland, Kujda, Polen u. Laimutis Adomaitis, Litauen, einer Niederlage gegen Mykola Daragan, Ukraine u. einem Kampf ohne Wertung gegen Otari Pheyadse, Georgien (Fischer u. Pheyadse erhielten jeweils eine EM-Bronzemedaille) |
| 2005 | 3.    | Intern. Junioren-Turnier in Sofia                      | Mittel       | mit Siegen über Yahyadul, Tunesien und Denis Nikolajew, Israel, einer Niederlage gegen Gasparjan, Russland u. einem Sieg über Manuel Fix, Deutschland |
| 2005 | 1.    | Deutschland-Cup der Junioren in Frankfurt (Oder)       | Mittel       | mit Siegen über Martin Schrader, Deutschland, Thomberg, Estland, Manuel Fix u. Baschlakow, Belarus |
| 2005 | 3.    | Junioren-EM in Breslau                                 | Mittel       | mit einem Siegen über Akaki Jochadse, Georgien, einer Niederlage gegen Adlan Bizojew, Russland, Siegen über Tigran Sahakjan, Armenien, Alo Toom, Estland u. Petru Saporosjan, Moldawien                                                                        |
| 2006 | 2.    | Junioren-WM in Guatemala-Stadt                         | Mittel       | mit Siegen über Catolin, Rumänien, Christo Marinow, Bulgarien u. Oleg Scholakow, Russland u. einer Niederlage gegen Cenk İldem, Türkei |
| 2007 | 2.    | EM in Sofia                                            | Mittel       | mit Siegen über Attila Bátky, Slowakei, Alo Toom, Andrea Minguzzi, Italien u. Kim-Jussi Nurmela, Finnland u. einer Niederlage gegen Alexei Mischin, Russland                                                                                                   |
| 2007 | 9.    | WM in Baku                                             | Mittel       | mit Siegen über Mats Rolfson, Norwegen, Adrian Mocanu, Moldawien u. Bolat Abdullajew, Aserbaidschan und Niederlagen gegen Brad Vering, USA, Hassan Tahmasebi, Iran und Zoltán Fodor, Ungarn (um den 8. Platz)                                                  |
| 2008 | 5.    | EM in Tampere                                          | Mittel       | mit Siegen über Tigran Sahakjan, Robert Papp, Rumänien und Wassyl Rachyba, Ukraine u. Niederlagen gegen Badri Chassaia, Georgien u. Andrea Minguzzi (1:2 Runden)                                                                                               |
| 2008 | 8.    | Olympia-Qualifikations-Turnier in Rom                  | Mittel       | mit Siegen über Kakoma, Südafrika, Abu-Tabeekh, Jordanien u. Tigran Sahakjan u. einer Niederlage gegen Mykola Daragan |
| 2008 | 17.   | Olympia-Qualifikations-Turnier in Novi Sad             | Mittel       | nach Niederlagen gegen Attila Bátky u. Denis Forow, Armenien |
| 2008 | 3.    | Militär-WM in Split                                    | Mittel       | hinter Artur Michalkiewicz, Polen u. Andrei Baranowski, Belarus |
| 2009 | 1.    | Cero Pelada-Granma-Cup in Havanna                      | Mittel       | vor Pablo Shorey Hernandez u. Alan Vera, bde. Kuba |
| 2009 | 1.    | Intern. Turnier in Sassari                             | Mittel       | mit Siegen über Oleg Scholakow, Russland, Scibilio u. Andrea Minguzzi, bde. Italien |
| 2009 | 7.    | Großer Preis von Deutschland in Dortmund               | Mittel       | Sieger: Alexei Mischin vor Lennie Persson, Schweden |
| 2009 | 1.    | Pytlasinski-Turnier in Warschau                        | Mittel       | vor Melonin Noumonvi, Frankreich, Oleg Scholakow u. Zoltán Fodor |
| 2009 | 28.   | WM in Herning/Dänemark                                 | Mittel       | nach Niederlage gegen Bolat Abdullajew (0:2 Runden, 0:3 techn. Punkte) |
| 2010 | 3.    | Cerro Pelada-Granma-Cup in Havanna                     | Mittel       | hinter Pablo Shorey Hernandez und Cheney Haight, USA |
| 2010 | 3.    | EM in Baku                                             | Mittel       | mit Siegen über Laimutis Adomaitis, Litauen, Arsen Kachabrischwili, Georgien u. Lennie Persson, einer Niederlage gegen Alexei Mischin und einem Sieg über Anton Babko Maly, Ukraine                                                                            |
| 2010 | 1.    | Großer Preis von Deutschland in Dortmund               | Mittel       | vor Zoltán Fodor, Rami Hietaniemi, Finnland u. Rene Zimmermann, Deutschland |
| 2010 | 16.   | WM in Moskau                                           | Mittel       | mit Sieg über Christoffer Ljungbäck, Schweden u. Niederlage gegen Laimutis Adomaitis |
| 2011 | 2.    | Granma-Cup in Havanna                                  | Mittel       | hinter Melonin Noumonvi, vor Francia u. Oliveira, bde, Kuba u. Cheney Haight, USA |
| 2011 | 5.    | EM in Dortmund                                         | Mittel       | nach Siegen über Saman Tahmasebi, Aserbaidschan, Theodoros Tounousidis, Griechenland u. Alim Selimow, Belarus und Niederlagen gegen Alan Chugajew, Russland und Artur Schahinjan, Armenien                                                                     |
| 2011 | 24.   | WM in Istanbul                                         | Mittel       | nach einer Niederlage gegen Andrea Minguzzi |
| 2012 | 5.    | Granma-Cup in Havanna                                  | Mittel       | hinter Pablo Enrique Shorey Hernandez, Kuba, Jordan Holm und Charles Betts, beide USA und Andrea Minguzzi |
| 2012 | 12.   | Olympia-Qualif.-Turnier in Helsinki                    | Mittel       | Sieger: Christo Marinow, Bulgarien vor Wladimir Gegeschidse, Georgien |
| 2014 | 2.    | Thor-Masters in Nyköbing/Dänemark                      | bis 85 kg    | hinter Rami Hietaniemi, Finnland, vor Jim Eric Filip Pettersson, Schweden |
| 2014 | 12.   | Dan Kolow & Nikola Petrow-Memorial in Sofia            | bis 85 kg    | Sieger: Schan Belenjuk, Ukraine vor Nikolai Bajriakow, Bulgarien |
| 2014 | 5.    | EM in Vantaa/Finnland                                  | bis 85 kg    | nach Siegen über Samba Diong, Frankreich und Maksim Manukjan, Armenien und Niederlagen gegen Rami Hietaniemi und Damian Janikowski, Polen |

## Deutsche Meisterschaften
(nur Seniorenbereich)
| Jahr | Platz | Gewichtskl. | Ergebnis |
| 2005 | 8.    | Mittel      | Sieger: Björn Holk, Witten vor Volker Hirt, Musberg u. Kai Dittrich, Weingarten                                                 |
| 2006 | 3.    | Mittel      | hinter Björn Holk u. Bernhard Mayr, Burghausen                                                                                  |
| 2007 | 1.    | Mittel      | vor Eugen Ponomartschuk, Burghausen u. Rene Zimmermann, RSV Hansa 90 Frankfurt (Oder)                                           |
| 2008 | 1.    | Mittel      | vor Eugen Ponomartschuk u. Björn Holk, Neuss                                                                                    |
| 2009 | 1.    | Mittel      | vor Bernhard Mayr, Anger u. Ramsin Azizsir, Hof/Saale                                                                           |
| 2010 | 1.    | Mittel      | vor Bernhard Mayr u. Rene Zimmermann                                                                                            |
| 2011 | 3.    | Mittel      | hinter Ramsin Azizsir, KSV Aalen und Rene Zimmermann                                                                            |
| 2012 | 5.    | Mittel      | hinter Denis Kudla, VfK Schifferstadt, Bastian Kurz, RSV Frankfurt (Oder), Eugen Ponomartschuk und Daniel Vollmer, TSV Ehningen |

Erläuterungen
- alle Wettbewerbe im griechisch-römischen Stil
- WM = Weltmeisterschaft, EM = Europameisterschaft
- Weltergewicht, bis 74 kg, Mittelgewicht, bis 84 kg Körpergewicht (bis 31. Dezember 2013; seit 1. Januar 2014 gilt eine neue Gewichtsklasseneinteilung durch den Ringer-Weltverband FILA)